# Ranunculus tricrenatus
Ranunculus tricrenatus är en ranunkelväxtart som först beskrevs av Franz Josef Ivanovich Ruprecht, och fick sitt nu gällande namn av B.A. Yurtsev och V.V. Petrovskii. Ranunculus tricrenatus ingår i släktet ranunkler, och familjen ranunkelväxter. Inga underarter finns listade i Catalogue of Life.